# Niederlößnitz (Radebeul)
Niederlößnitz ist heute ein Stadtteil der Stadt Radebeul im Landkreis Meißen in Sachsen. Er liegt nördlich der Meißner Straße zwischen Naundorf/Zitzschewig im Westen und Oberlößnitz/Wahnsdorf im Osten, von letzteren durch den Lößnitzgrund getrennt, durch den der schmalspurige Lößnitzdackel fährt. Im Süden liegt Kötzschenbroda und im Norden Kötzschenbroda Oberort. Niederlößnitz ist heute hauptsächlich durch den Weinbau der beiden Einzellagen Radebeuler Steinrücken und Radebeuler Johannisberg innerhalb der Großlage Lößnitz sowie die Villen-Bebauung im Anschluss an die Reblauskatastrophe ab den 1880er Jahren geprägt. Aufgrund dieser Bebauung sind Nieder- wie auch Oberlößnitz heute beliebte Villenvororte der Landeshauptstadt Dresden.
Die Niederlößnitz wurde 1839 hauptsächlich aus Kötzschenbrodaer Weinbergsflur ausgegründet und war bis zur erneuten Vereinigung mit Kötzschenbroda im Jahr 1923 eine eigenständige Landgemeinde, eine der Lößnitzortschaften. Ab 1923 bildete Niederlößnitz zusammen mit Kötzschenbroda mit Fürstenhain, Naundorf und Zitzschewig die Großgemeinde Kötzschenbroda (heute Radebeul-West), die 1924 die Stadtrechte erhielt. Mit der Vereinigung von Radebeul und Kötzschenbroda im Jahr 1935 wurde Niederlößnitz Stadtteil des die gesamte Landschaft Lößnitz umfassenden Radebeul.
Ebenso wie das im selben Jahr 1839 gegründete Oberlößnitz hat Niederlößnitz keinen Dorfkern, anders als die anderen acht zu Radebeul gehörenden Stadtteile. Die Gemarkung Niederlößnitz hatte im Jahr 1900 eine Größe von 259 Hektar, etwa 10 % des gesamten heutigen Stadtgebiets. Heute bildet Niederlößnitz zusammen mit Kötzschenbroda, Fürstenhain sowie Kötzschenbroda-Oberort eine gemeinsame Gemarkung.

## Geschichte

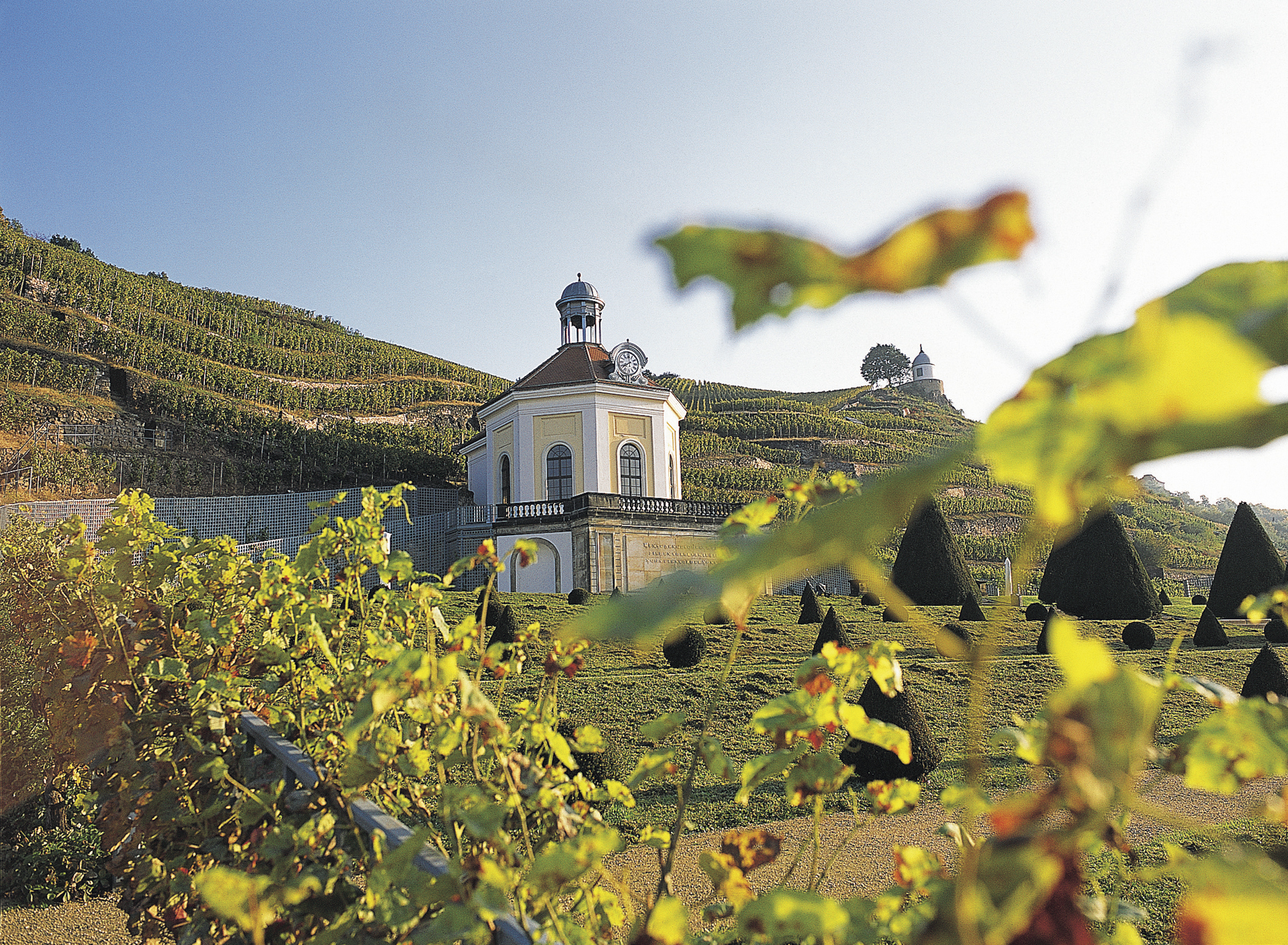
Park von Schloss Wackerbarth mit dem Belvedere, im Hintergrund oberhalb der Weinberge der Jacobstein (Foto: Tourismusverband Sächsisches Elbland, Holger Stein Fotografie, Dresden, 2006)

Niederlößnitz auf einer Karte von 1896

Urkundlich erwähnt wurde die Flur als „Kötzschbergisches Weingebirge“ um 1271, bis in das 17. Jahrhundert fand hier hauptsächlich Weinbau statt. Der bereits 1286 erwähnte, zum Haus Reinhardtsberg gehörende, Weinberg Lezenitzberg gab der Lößnitz ihren Namen. Zu den vorher auf der Weinbergsflur nur vereinzelt stehenden Presshäusern kamen ab dem 16. Jahrhundert vermehrt Weingüter hinzu, die als Herren- oder Eigentümerberge kommunal nicht von Kötzschenbroda verwaltet wurden, sondern amtsunmittelbar (Amt Dresden) waren. Um 1600 standen an der Hausgaß (heute Winzerstraße) 21 Gebäude.
Die Güter bestanden aus Winzerhaus mit Nebengebäuden, im Winzerhaus stand oft die Weinpresse und in den größeren gab es auch noch Räumlichkeiten für den auswärtigen Weinbergsbesitzer. Der Lößnitzbaustil bestand in massivem Bruchstein-Erdgeschoss, Fachwerk-Obergeschoss mit offenem Gang davor und einem hohen Walmdach, seltener einem Satteldach.
Vereinzelt entstanden schon im Barock Weinbergs-Herrenhäuser, so 1652 der Grundhof und 1675 das Haus Fliegenwedel. Während und nach der Regierungszeit Augusts des Starken wurden vermehrt Landhäuser in der Niederlößnitz gebaut, so beispielsweise 1713 das Minckwitzsche Herrenhaus auf dem Minckwitzschen Weinberg, ab 1727 Wackerbarths Ruh’, 1743 Altfriedstein und 1771 Neufriedstein mit seinem Berghaus (Mätressenschlösschen).

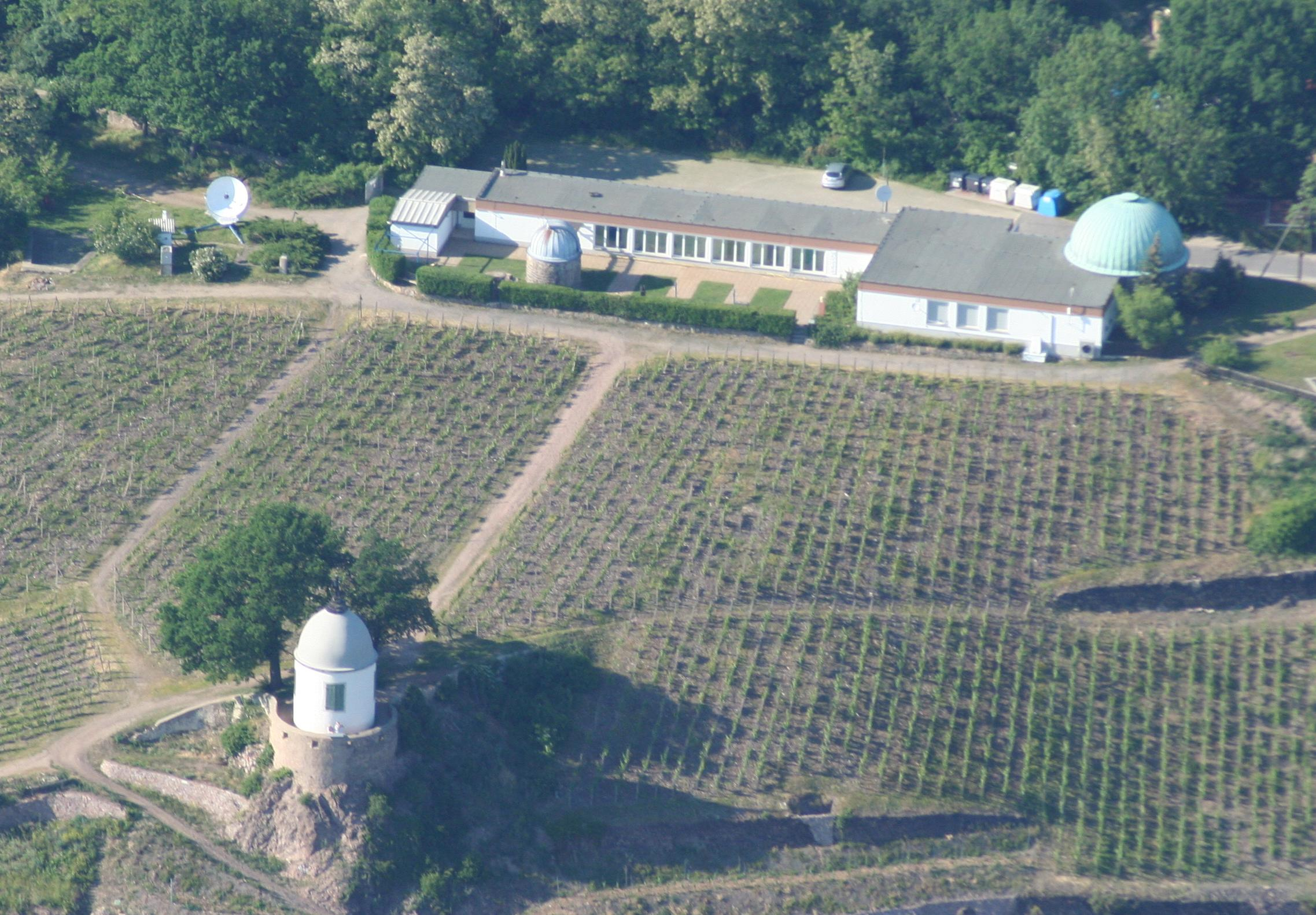
Volkssternwarte „Adolph Diesterweg“ Radebeul, davor der Jacobstein

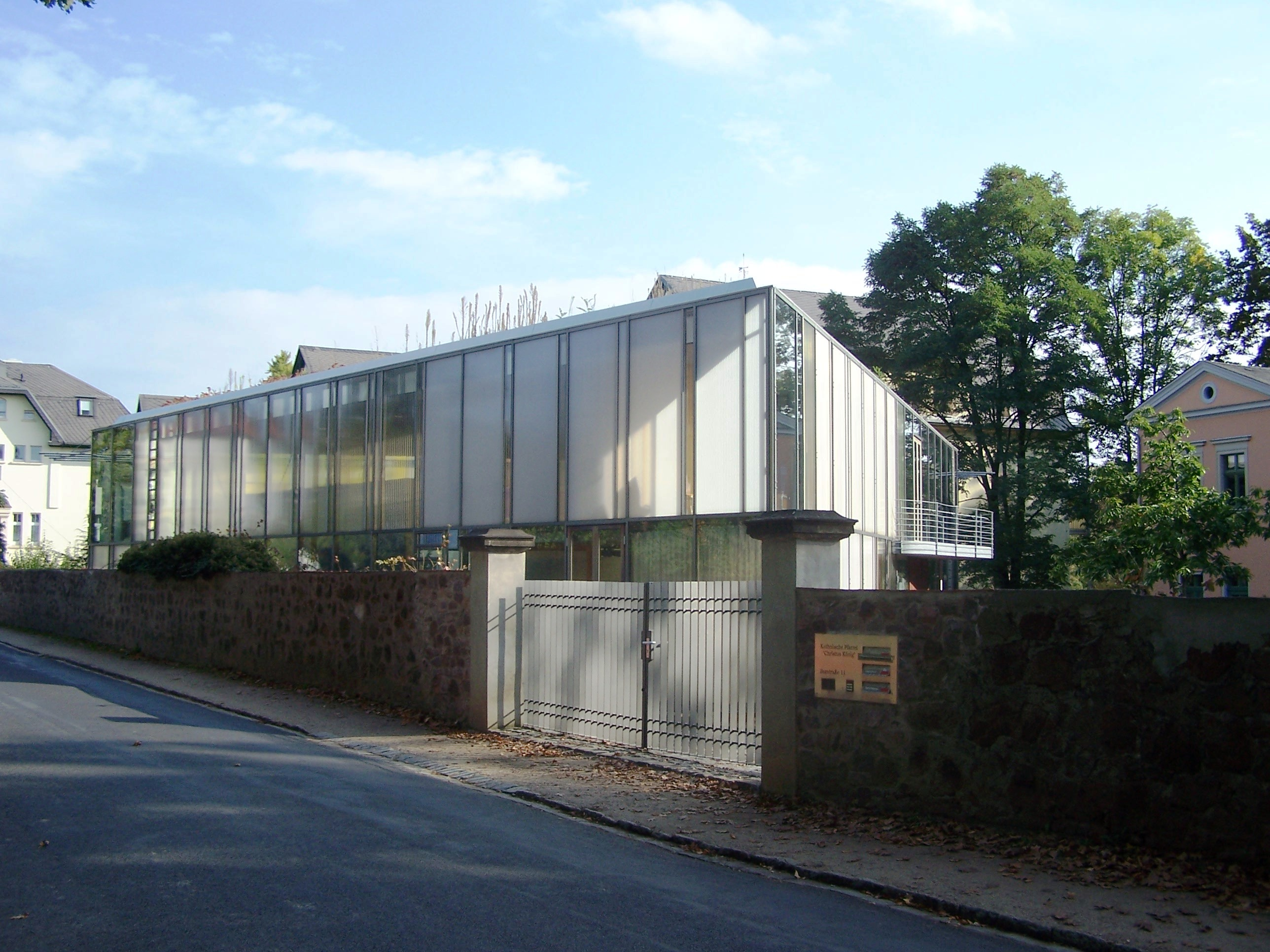
Katholische Kirche der Christkönig-Gemeinde, Architekten: Behnisch & Partner

1832 gründeten 75 Weinbauern, die sich auf der Flur Kötzschenbroda nördlich der Meißner Straße verstreut niedergelassen hatten, jedoch von der Gemeinde Kötzschenbroda nicht als ihre Einwohner angesehen wurden, den Niederlößnitzer Weinbergverein. Aufgrund der Änderungen der Sächsischen Landgemeindeordnung von 1838 bildete sich 1839 durch förmliche Abtrennung von Kötzschenbroda die Gemeinde Nieder-Lössnitz mit damals 400 Einwohnern, die Sitzung fand im Gasthof „Zur Weintraube“ statt. Die Gemeinde lag zwischen Kötzschenbroda im Süden und Kötzschenbroda Oberort im Norden. Dabei waren auch die drei Weingutsflächen Neufriedstein, Fliegenwedel und Wackerbarths Ruh’, die ursprünglich auf der Naundorfer Weinbergsflur lagen.
1863 erfolgte in der Niederlößnitz durch die Diakonissenanstalt Dresden die Eröffnung der Diakonissenanstalt Bethesda (heute Elblandklinikum Radebeul), und im Folgejahr wurde das Magdalenenasyl „Talitha kumi“ auf dem Nachbargrundstück eingerichtet (heute Hedwig-Fröhlich-Haus). Die 1867 in Oberlößnitz gegründete Baufirma „Gebrüder Ziller“ errichtete in der Niederlößnitz von 1868 bis 1871 das Mohrenhaus und 1870/1871 die Friedensburg. Auch erwarb sie hier, ähnlich wie die Dresdner Architekten Schilling & Graebner, ganze Quartiere, erschloss diese in Form des Villenkoloniekonzepts und baute viele heute unter Denkmalschutz stehende, das Stadtbild prägende Häuser. 1895 wurde das Rathaus der Gemeinde am Königsplatz (heute Rosa-Luxemburg-Platz 1) eingeweiht. Die zu dieser Zeit für Niederlößnitz geltende Ortsbildsatzung untersagte, im Gegensatz zu Oberlößnitz, die Ansiedlung von Gewerbe. So blieb die Sektkellerei Bussard eine der wenigen Ausnahmen in den entstehenden Landhausquartieren.
Die seit 1865 herausgegebene Kötzschenbrodaer Zeitung diente ab 1876 auch als Amtsblatt in Niederlößnitz.
Ab 1912 erhob die Gemeinde, ebenso wie einige andere sächsische Gemeinden, aus Bestrebungen des Vogelschutzes eine Katzensteuer von 3 Mark (nach heutigem Wert (2018): 20 Euro) für die erste, 6 Mark für jede weitere Katze.
Während des Ersten Weltkriegs hielten sich französische Kriegsgefangene in der Lößnitz auf. 1916 bauten sie den markant auf der Elbhangkante stehenden Wasserturm.
Am 1. Oktober 1923 endete die 84-jährige Selbstständigkeit des Ortes. Zu diesem Zeitpunkt hatte er etwa 5000 Einwohner. Niederlößnitz wurde wieder nach Kötzschenbroda eingemeindet und wurde 1935 zusammen mit Kötzschenbroda Teil des neu geschaffenen Stadtkreises Radebeul.
Am 2. Mai 1959 wurde die Volkssternwarte „Adolph Diesterweg“ oben auf der Elbhangkante eingeweiht, am 3. Oktober 1969 erhielt sie ein neues Planetarium.

Siegel von Niederlößnitz

### Entwicklung der Einwohnerzahlen
Die Einwohnerentwicklung begann bei Gründung der Gemeinde im Jahr 1839 bei etwa 600 Bewohnern der über die Weinbergsflächen verstreuten, im Allgemeinen als Singuli vom Amt Dresden direkt verwalteten Gütern. Mit der Gründerzeit und vor allem der Entwicklung der aufgelassenen Rebflächen zu Villenquartieren vervielfältigten sich die Einwohnerzahlen wegen der Beliebtheit der Wohngegend. Bei der Vereinigung mit Kötzschenbroda wohnten mehr als 5.000 Einwohner in Niederlößnitz.
| Jahr      | 1832 | 1839    | 1849 | 1871  | 1890  | 1910  | 1919  | 1923      |
| Einwohner | 358  | ca. 600 | 653  | 1.193 | 2.920 | 4.750 | 4.964 | ca. 5.200 |

### Gemeindevorstände, Gemeindeälteste und Gemeinderatsmitglieder

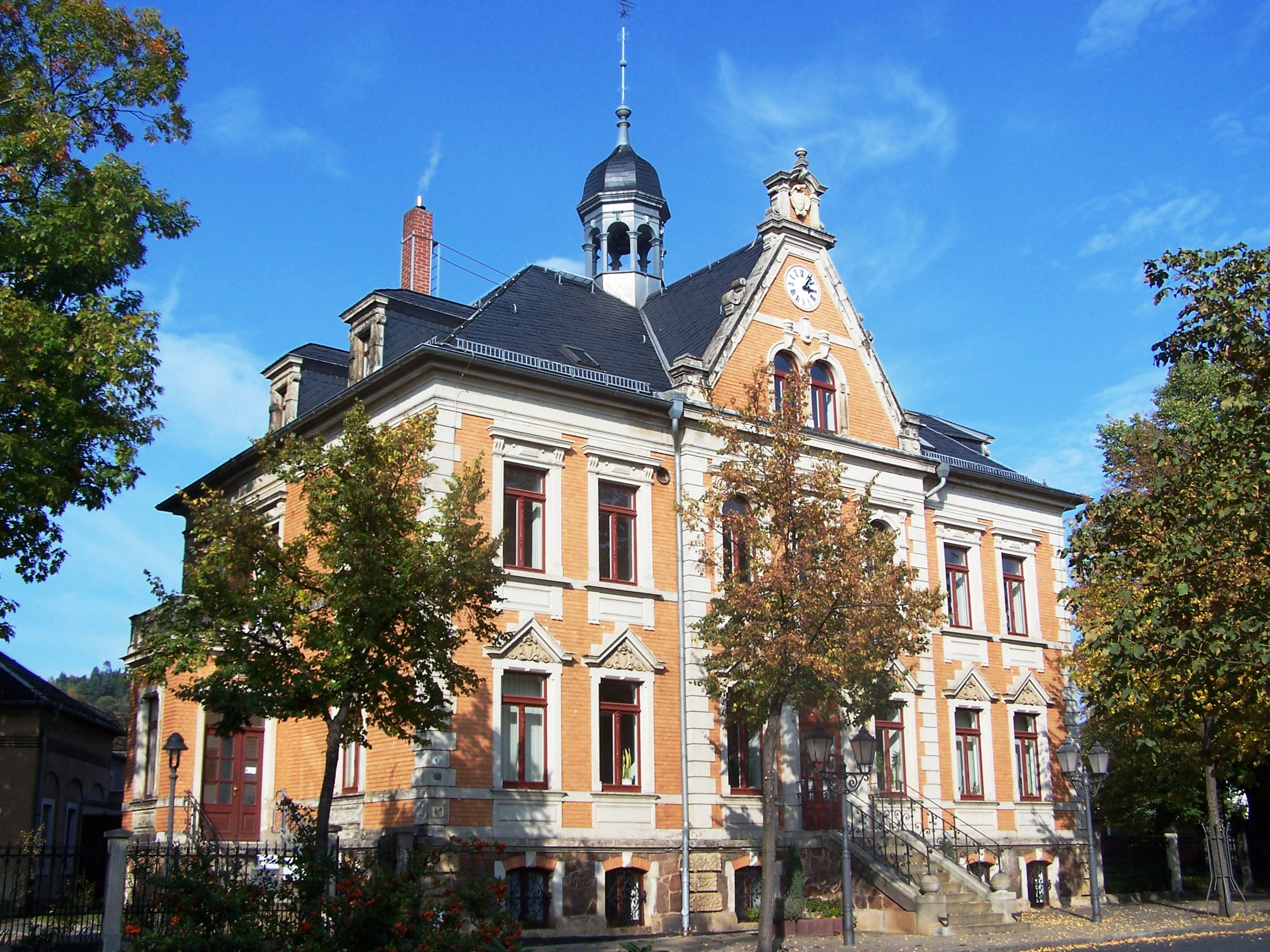
Ehemaliges Rathaus von Niederlößnitz

In über 80 Jahren waren lediglich sechs Gemeindevorstände für Niederlößnitz tätig. Der letzte, Oswald Hans, war anschließend noch weitere sechs Jahre im Amt, dann als Gemeindevorstand/Bürgermeister für die vereinte Stadt Kötzschenbroda. Zum 25. Dienstjubiläum erhielt Hans 1929 die Ehrenbürgerwürde von Kötzschenbroda.
- 1839–1845: Heinrich August Hilliger
- 1846–1867: Otto Heinrich Schenk (1798–1867)
- 1867–1869: Wilhelm Häbold
- 1869–1892: Christian Friedrich Petz (1819–1904)[6]
- 1893–1903: Max Justus Heinrich Herz (1858–1903)
- 1904–1923(–1929): Oswald Hans (1866–1946)

Bereits 1839 bei der Gründung der Landgemeinde Niederlößnitz wurde Johann Friedrich Anton Dehne mit absoluter Stimmenmehrheit zum Ersten Gemeindeältesten gewählt.
Im Jahr 1892 gehörte der Baumeister Adolf Neumann dem Gemeinderat an, als dieser den Bau eines Rathauses beantragte, der im Anschluss an die Genehmigung auch durch Neumann realisiert wurde.
Im Jahr 1896 zog Alfred Naumann nach Niederlößnitz um, wo er noch im gleichen Jahr Mitglied des Gemeinderats wurde, dem er bis zu seinem Tod 1917 angehörte, zum Schluss als Erster Gemeindeältester. Als Vorsitzender des Bauausschusses erwarb er sich zahlreiche Verdienste um die lokale Ortsbauordnung, die der Niederlößnitz den Charakter der Villenbebauung bewahrte.

## Kulturdenkmale

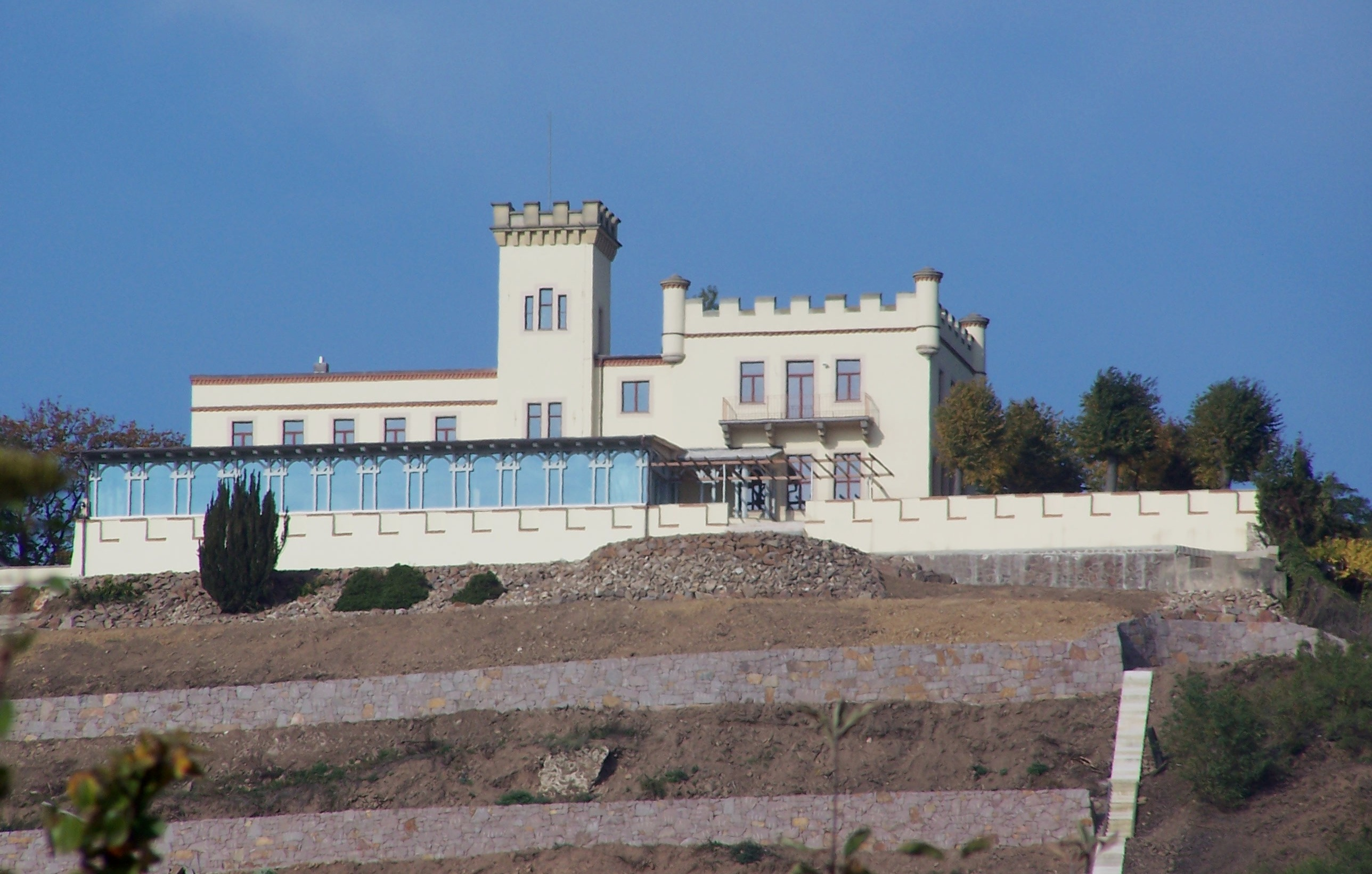
Friedensburg mit Trockenmauersanierung (2008), vor anschließender Neuaufrebung im Steinrücken

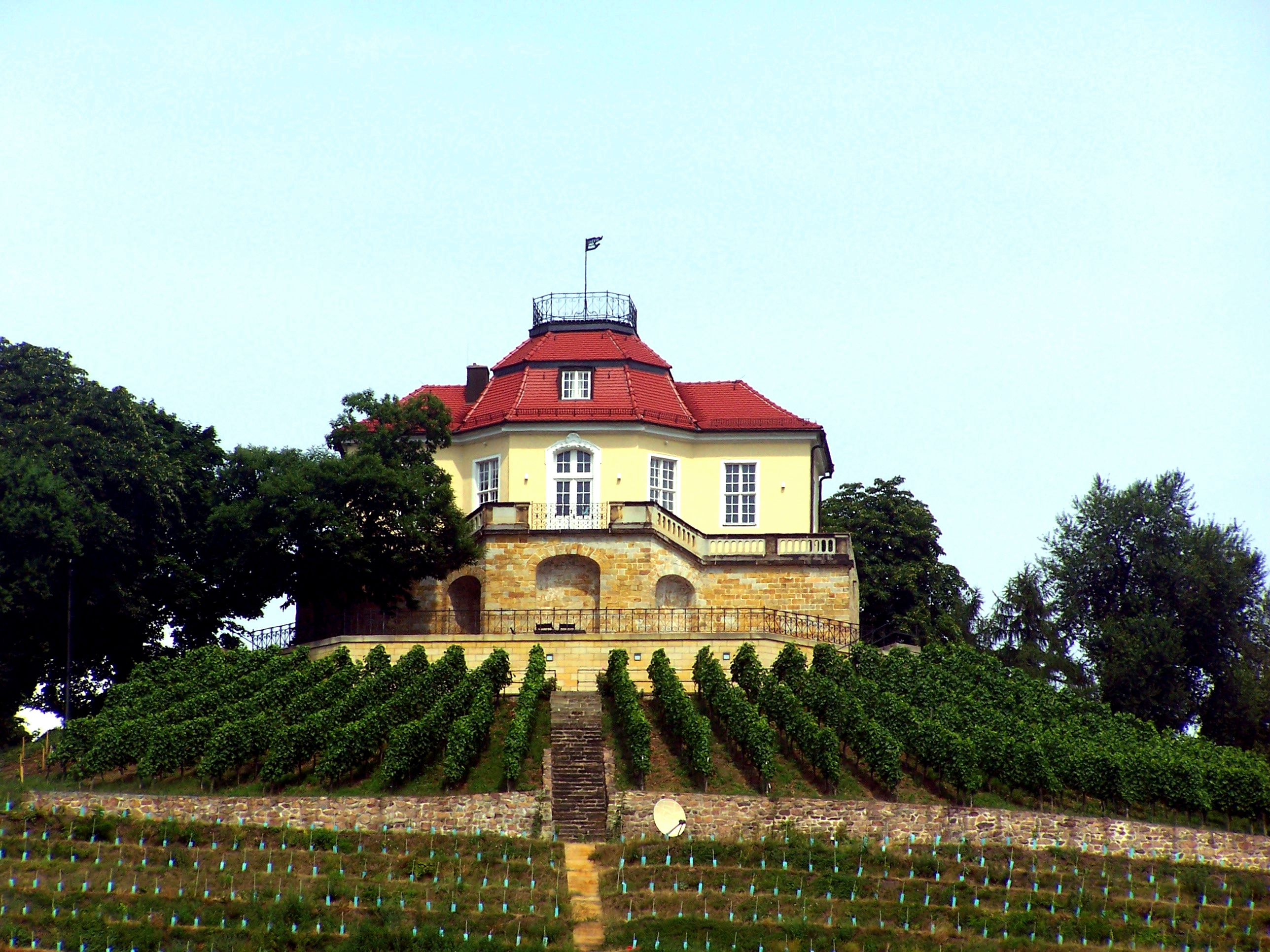
Mätressenschlösschen mit aufgerebtem Vorland (2010)

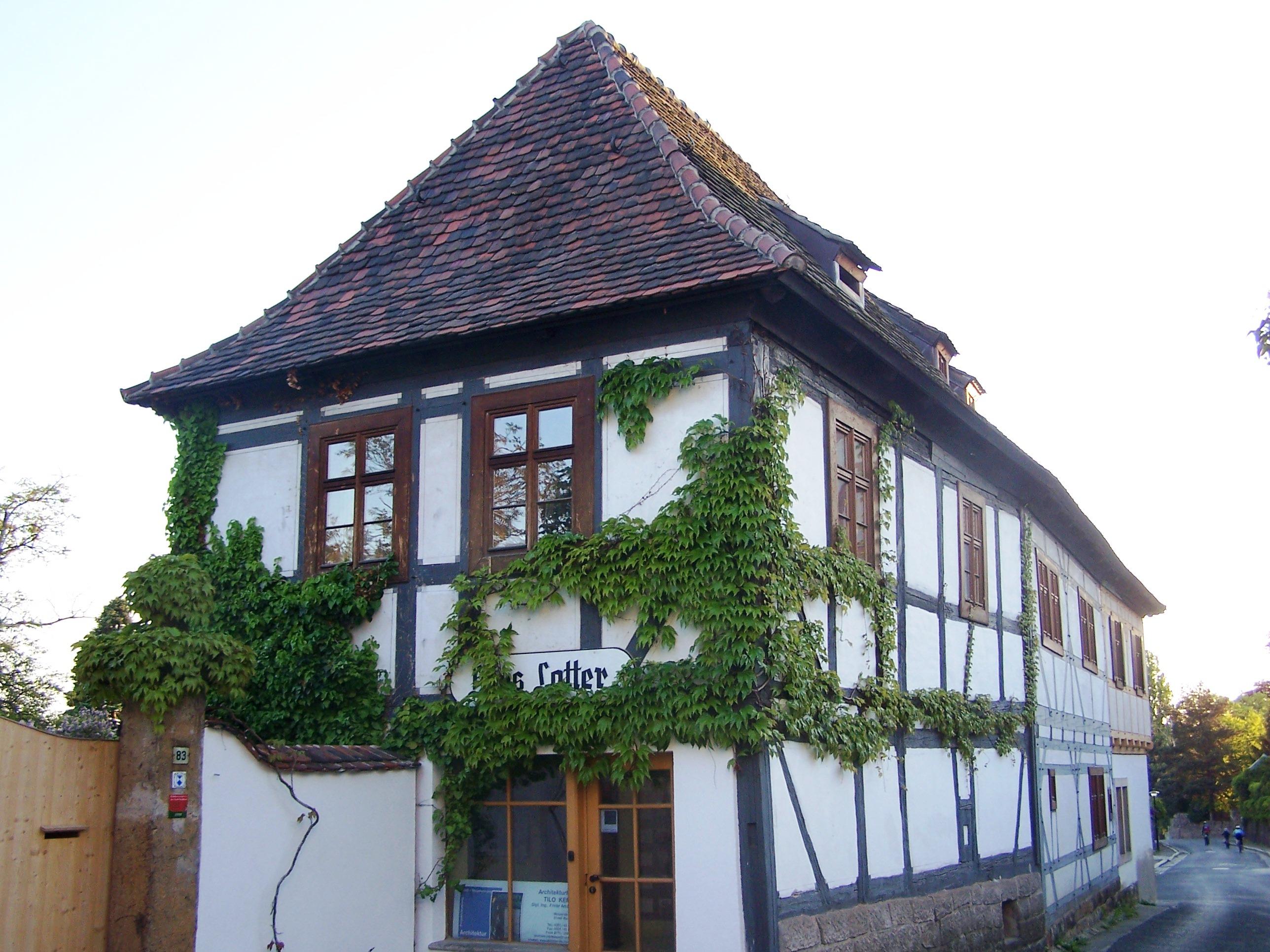
Haus Lotter, wohl ältestes erhaltenes Winzerhaus der Lößnitz

Prägend für den Stadtteil ist das Landschaftsschutzgebiet, das mit seinen trockengesetzten Weinbergsmauern 1999 insgesamt als Historische Weinberglandschaft Radebeul auch unter Gebietsdenkmalschutz gestellt wurde. Dieses zieht sich von Oberlößnitz im Osten über Niederlößnitz und Naundorf bis hin nach Zitzschewig.
Als denkmalpflegerische Sachgesamtheit findet sich in Niederlößnitz Schloss Wackerbarth mit den Weinbergen hoch bis über den Jacobstein hinaus, die dort nahtlos übergeht in die Sachgesamtheit der Weinbergsflächen von Neufriedstein. Eine weitere solch großflächige Sachgesamtheit bildet das Weingutsanwesen des Minckwitzschen Weinbergs mit seinen Gebäuden und dem Park. Als kleinere Gesamtheiten gelten die Siedlung der Baugenossenschaft Kötzschenbroda aus den 1920er Jahren sowie die Gröba-Siedlung, eine „Beamten-Wohnhausgruppe“ des Elektrizitätsverbands Gröba, entworfen von dem Architekten Alfred Tischer Mitte der 1920er Jahre. Das neue Verwaltungsgebäude des Elektrizitätsverbands Gröba baute der Architekt Otto Rometsch 1925 im Körnerweg 5.
Das Anwesen von Schloss Wackerbarth einschließlich des anliegenden Weinbergs Fliegenwedel zählt genauso wie das Weingutsanwesen des Minckwitzschen Weinbergs als Werk der Landschafts- und Gartengestaltung. Als solche zählen auch die großen Gärten der selbst auch denkmalgeschützten Villa Hildebrandt in der Borstraße 27, des Landhauses in der Winzerstraße 35 sowie des Frenzelschen Hauses in der Karlstraße 8.
Mehrere Anwesen in Niederlößnitz sind zusätzlich bei den denkmalpflegerischen Nebenanlagen aufgeführt. Es sind dies der Grundhof wie auch das ehemals dazugehörende Anwesen Paradiesstraße 56. Ferner finden sich hierunter die beiden Siedlungshäuser östlich des Rosa-Luxemburg-Platzes, unter anderem mit den Adressen Rosa-Luxemburg-Platz 2/3. Weiter im Westen steht das Anwesen Villa Bernhard Große in der Heinrich-Heine-Straße 10 und ein Stück nördlich davon das Anwesen Villa Ernst Louis Kempe in der Bodelschwinghstraße 8. Auch der Außenbereich des denkmalgeschützten Mohrenhauses fällt unter diese Kategorie, das Gelände erstreckt sich von der Moritzburger Straße bis weit nach Westen, inmitten des Waldes steht noch eine künstliche Ruine.

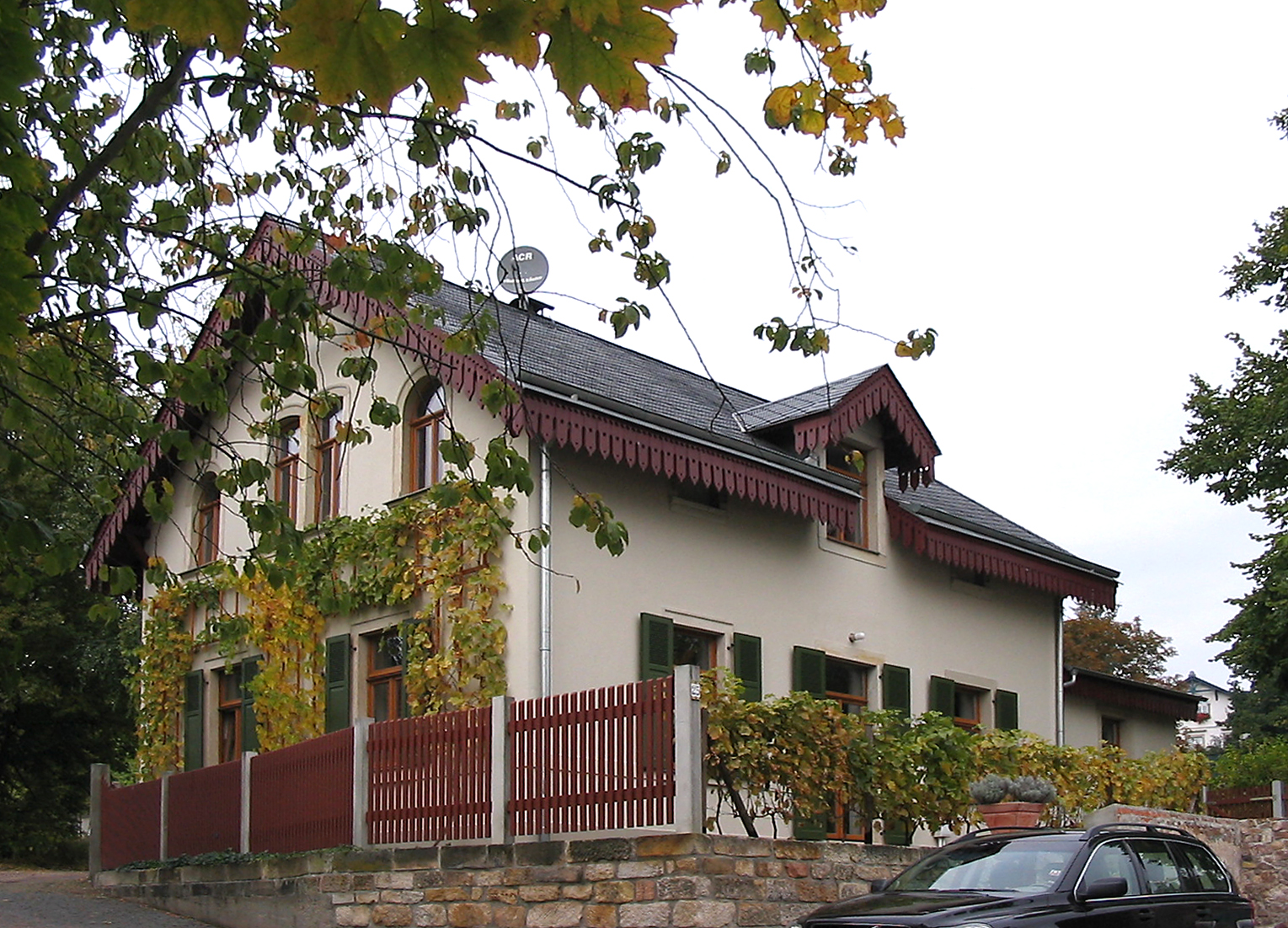
Gärtnerhaus der Goldschmidtvilla im typischen Schweizerstil

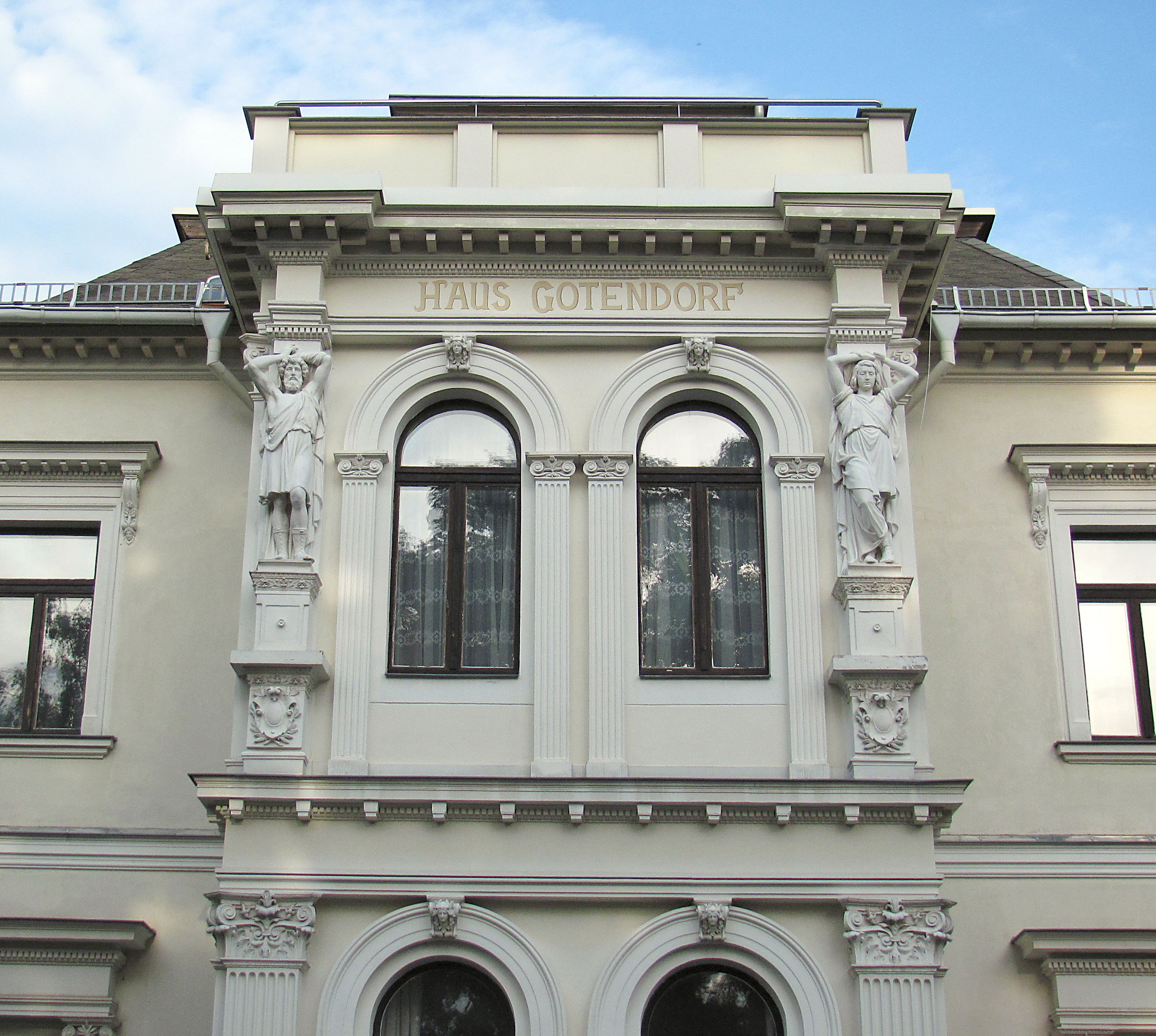
Haus Gotendorf, Details der Neorenaissance-Villa

Hinzu kommen die auf der Kante des Elbhangs, den Lößnitzhöhen, stehenden Denkmäler wie der Jacobstein, das Mätressenschlösschen, die Friedensburg und das Minckwitzsche Weinberghaus, die wie Wahrzeichen des Stadtteils weithin sichtbar sind. Von diesen aus haben Einwohner und Besucher einen weiten Ausblick zur Elbe und in das Hinterland. Von oben besonders gut zu sehen sind die Weinbergsflächen, aber auch große Einzeldenkmäler wie das am westlichen Rand von Niederlößnitz gelegene Wackerbarths Ruh’, heute als Schloss Wackerbarth Sitz des Sächsischen Staatsweinguts. Gleich daneben steht das barocke Haus Fliegenwedel, etwas weiter im Osten Neufriedstein und Altfriedstein.
Entlang der Winzerstraße finden sich Winzerhäuser wie das Haus Möbius und das Haus Lotter, das bereits auf den Karten von Matthias Oeder verzeichnet ist. Der bereits 1286 erwähnte, zum Haus Reinhardtsberg gehörende, Weinberg Lezenitzberg gab der Lößnitz ihren Namen. Weinbergshäuser blieben nicht immer in ihrem Originalzustand, sondern wurden später auch umgebaut, wie das Wohnhaus in der Finsteren Gasse 2. Im 19. Jahrhundert entstanden in Niederlößnitz spätklassizistische Gebäude wie das Landhaus in der Heinrich-Zille-Straße 61 und Häuser im Schweizerstil wie die Villa Jenny oder das Gärtnerhaus der Goldschmidtvilla. Um 1900 entstanden hier Gebäude wie die Goldschmidtvilla oder die Villa in der Rennerbergstraße 9, aber auch die Landhäuser der Reformarchitektur in der Villenkolonie Altfriedstein.
Weitere denkmalgeschützte Gebäude in Niederlößnitz sind das Untere Berghaus, das Landhaus Kurt Keller, das Landhaus Körnerweg 10, das Landhaus Mehlhorn, das Haus Clauß, der Atelierpavillon Otto Jantzen, die Villa Maximilian August von Schmieden, die Villa Heimburg, die Villa Alfred Sparbert, die Villa Hedwig, die Villa Käthe, die Villa Waldhof, die Villa Zillerstraße 11, die Villa Schuchstraße 4 und die Villa Blumenstraße 5.

## Persönlichkeiten

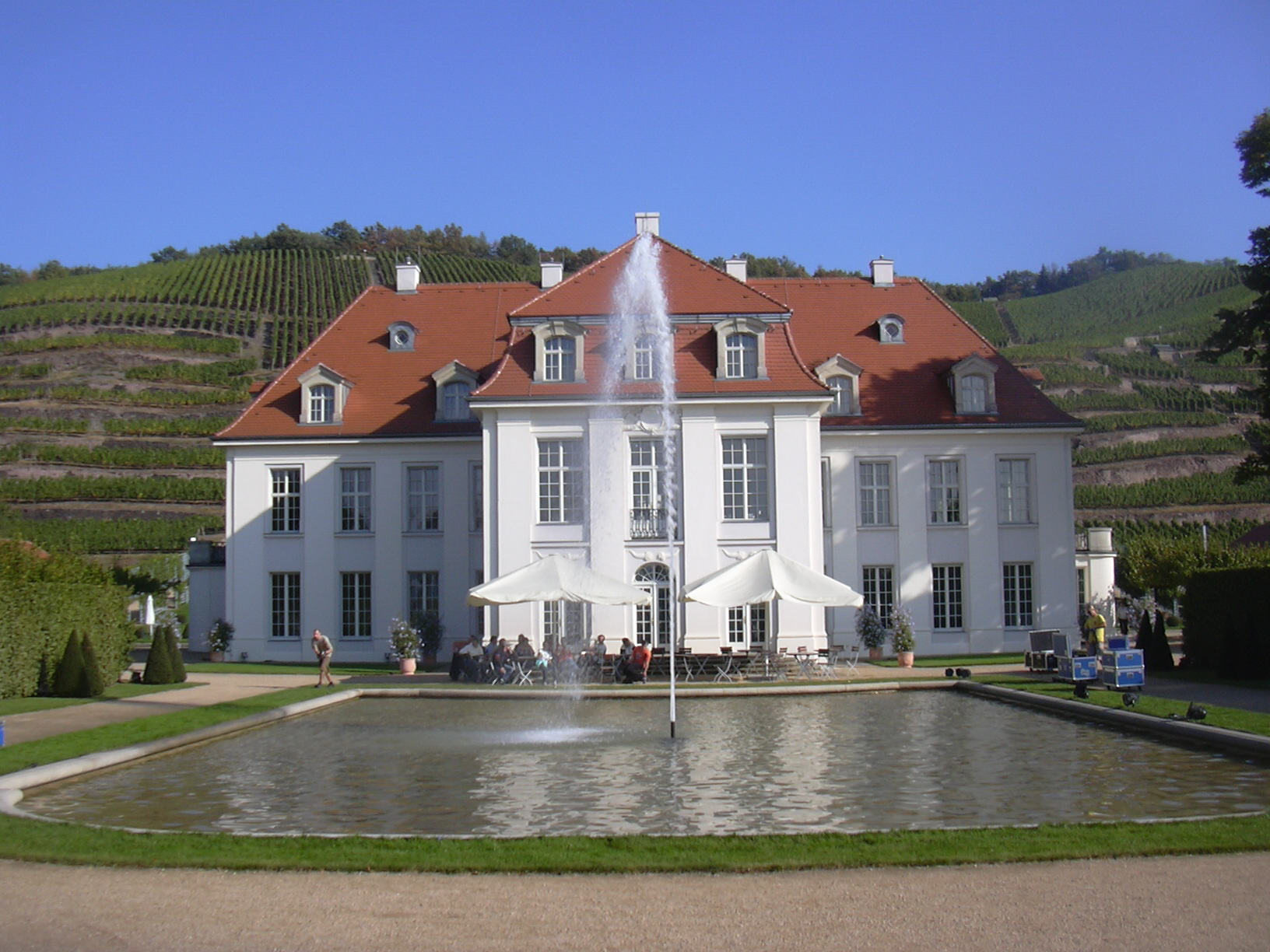
Schloss Wackerbarths Ruh’

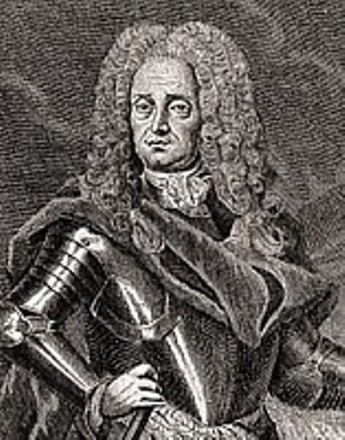
August Christoph von Wackerbarth (nach einer Grafik von Johann Christoph Sysang)

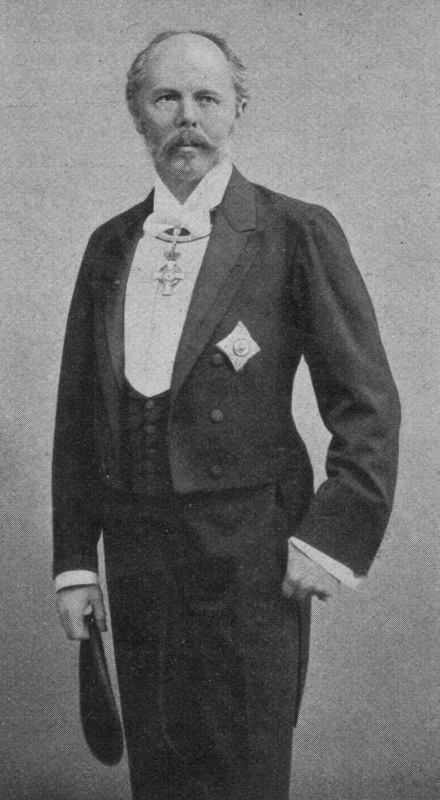
Ernst von Schuch

August Christoph von Wackerbarth (* 1662; † 1734), sächsischer Feldmarschall, ließ sich in der Lößnitz 1727–1729 als Alterssitz den Herrensitz Wackerbarths Ruh’ erbauen. Dort wurde am 13. Januar 1822 die Dichterin und Sängerin Elise Polko († 15. Mai 1899 in München) geboren. Der sächsische und preußische Staatsmann Albert von Carlowitz (* 1. April 1802 in Freiberg) lebte in Niederlößnitz, wo er im Alter von 72 Jahren am 9. August 1874 auf Schloss Wackerbarth starb.
Kurz vor seinem Tod erwarb der ehemalige sächsische Premierminister Heinrich von Brühl 1763 den Rooseschen Weinberg (später Altfriedstein) und nannte ihn Mon Repos.
Der Maler Julius von Leypold (* 1806 in Dresden) verstarb 1874 in Niederlößnitz. Der Zeichner und Illustrator Herbert König (* 1820 in Dresden; † 13. Juni 1876) ließ sich gegen Ende seines Lebens in Niederlößnitz nieder, wo er auch verstarb. Der Maler und Reisende Wilhelm Heine (* 30. Januar 1827 in Dresden; † 5. Oktober 1885) ließ sich um 1880 in Niederlößnitz nieder. Der österreichische Dirigent und sächsische Generalmusikdirektor Ernst von Schuch (* 23. November 1846 in Graz) übersiedelte mit seiner Ehefrau Clementine von Schuch-Proska 1882 nach Niederlößnitz, wo er am 10. Mai 1914 verstarb. Er wurde durch seine Zusammenarbeit mit Richard Strauss an der Dresdner Hofoper berühmt. 1878 wurde in der Niederlößnitz der Schauspieler Walter Steinbeck (* 26. September 1878; † 27. August 1942 in Berlin) geboren. Der Kunsthistoriker und Architekt sowie Begründer des sächsischen Inventarisationswerks Richard Steche (* 17. Februar 1837 in Leipzig; † 3. Januar 1893) lebte die letzten vier Jahre seines Lebens in Niederlößnitz.
Im Grundhof wohnten und arbeiteten immer wieder Künstler, so der Maler Wilhelm Claus (* 1882 in Breslau; † 1914 in Paris), der ab 1905 in Dresden und Radebeul weilte und mit dem bis 1972 dort lebenden Maler Karl Kröner (1887–1972) befreundet war. Heute lebt dort der seit 1962 freischaffende Maler und Grafiker Gunter Herrmann.
Der Bildhauer Burkhart Ebe (* 4. November 1881 in Berlin; † 16. Februar 1949) siedelte 1920 mit seiner Familie nach Niederlößnitz über. Der Archivar und Historiker Woldemar Lippert (* 17. Oktober 1861 in Dresden; † 10. Juni 1937) verstarb in Niederlößnitz. Jeanne Berta Semmig (* 16. Mai 1867 in Orléans; † 28. Juli 1958), eine deutsche Schriftstellerin und Dichterin, verbrachte ihren Lebensabend im Altersheim „Altfriedstein“.
Das Minckwitz’sche Weinberghaus ist heute Sitz des Familien-Archivs der Nachkommen des Dresdner Bildhauers Ernst Rietschel (1804–1863).
Oswald Hans (* 18. Juni 1866 in Glauchau; † 13. Januar 1946 in Radebeul) war ab 1904 hauptamtlicher Gemeindevorstand von Niederlößnitz und erwarb sich als solcher Verdienste um den Ausbau der Infrastruktur der Gemeinde. Als einer der Wegbereiter zur Vereinigung der westlichen Lößnitzgemeinden zur Großgemeinde Kötzschenbroda wurde er mit der Verleihung der Stadtrechte an Kötzschenbroda von 1924 bis 1929 der erste Bürgermeister der Stadt. 1929 erhielt Hans zu seinem 25. Amtsjubiläum die Ehrenbürgerwürde von Kötzschenbroda.